# جي كي رولينغ
جوان رولينغ (بالإنجليزية: Joanne Rowling)‏ (مواليد 
31 يوليو 1965) وتُعرَف أكثر باسمها الفني جي كي رولينغ (بالإنجليزية: J. K. Rowling)‏، وهي روائية، وفاعلة خير، ومنتجة أفلام، وكاتبة سيناريو، وكاتبة للأطفال بريطانيّة حاصلة على وسام رفقاء الشرف البريطاني، ورتبة الإمبراطورية البريطانية، وزمالة كلية الأطباء الملكية في إدنبرة، وزمالة الجمعية الملكية للأدب، ولقب ديم. عُرِفت بتأليفها سلسلة روايات هاري بوتر الفنتازيّة التي فازت من خلالها بالعديد من الجوائِز، وبيعَ أكثر من 400 مليون نسخة من الروايات، وأدُرِجَت ضمن قائمة أكثر الكُتب مبيعاً في التاريخ، وبُنيَت عليها سلسلة من الأفلام التي بدورها صارت ضمن قائمة أعلى الأفلام دخلاً في العالم.
ولدت في ياته، جنوب غلوسترشير، في 31 تموز 1965، مؤلفة السلسلة الأشهر حول العالم، «هاري بوتر»، متزوجة وأم لثلاثة أطفال: «جيسيكا»، «ديفيد»، و«ماكينزي». ذكرت مجلة فوربس في عام 2004، أن ثروتها تجاوزت المليار دولار، وبذلك تكون أول مليارديرة في العالم من الكاتبات. في أكتوبر 2010، تم اختيارها من قبل محرري المجلات الرائدة كأكثر النساء تأثيراً في بريطانيا.
كان لرولينغ القول الفصل بخصوص السيناريو في الأفلام، كما أنها عملت كمنتِجة في الأفلام الأخيرة في سلسلة أفلام هاري بوتر. وتكتب رولينغ روايات في أدب الجريمة تحت الاسم المستعار روبرت جالبريث.
وُلِدت في ياته، غلوسترشير، وكانت تعمل كباحثة وسكرتيرة تضطلع بلغتين لمنظمة العفو الدولية، وخطرت لها فكرة سلسلة هاري بوتر عندما تأخّر قطارها بين مانشستر ولندن في العام 1990. شهدت الفترة التالية من حياتها وفاة والدتها، وولادة طفلتها، وطلاقها من زوجها الأول، وحالة فقرٍ نسبيّة انتهت في العام 1997 عند نُشرت روايتها الأولى من السلسلة، هاري بوتر وحجر الفيلسوف، والتي تبعتها ست روايات في السلسلة، كان آخرها في العام 2007، هاري بوتر ومقدسات الموت. بعد ذلك، كتبت رولينغ 5 كتب للقراء البالغين: المنصب الشاغر (2012)، وتحت اسمها المستعار، روبرت جالبريث، نشرت سلسلة روايات في أدب الجريمة، كورموران سترايك، التي ضمّت نداء الوقواق (2013)، ودودة القز (2014)، ومهنة شريرة (2015)، والأبيض القاتل (2018)، والدم المضطرب (2020).
شهدت حياة رولينغ الانتقال من الفقر المدقِع إلى الثراء، إذ تغيّر بها الحال من العيش على المساعدات الاجتماعية الحكومية إلى أن تصبح أول مليارديرة تحقق ثروتها من الكتابة فقط. تنازلت رولينغ عن وضعها كمليارديرة عندما تبرّعت بمعظم إيراداتها للجمعيات الخيرية، ومع ذلك، ما تزال إحدى أغنى الأفراد في العالم. تُصنّف رولينغ على أنها أكثر الكتّاب الأحياء مبيعًا في المملكة المتحدة، وتبلغ مبيعات كتبها أكثر من 238 مليون جنيه إسترليني. قدّرت قائمة صاندي تايمز للأثرياء في العام 2016، ثروة رولينغ البالغة 600 مليون جنيه إسترليني، الأمر الذي يجعلها الشخص الثاني في المرتبة الـ197 للأكثر ثراءً في المملكة المتحدة. سمّتها مجلة التايم في المرتبة الثانية لشخصية العام في 2007، مشيرةً إلى الإلهام الاجتماعي، والأخلاقي، والسياسي الذي مثّلته لمعجبيها. موّلت رولينغ العديد من الجمعيات الخيرية، منها: كوميك ريليف، جينجير بريد، وجمعية التصلّب المتعدد في بريطانيا العظمى، كما أطلقت الجمعية الخيرية الخاصة بها، باسم لوموس.

## اسمُها
على الرغم من أن رولينغ تكتب تحت اسم قلمي هو «جي كي رولينغ»، إلا أنها حاوَلت استخدام اسمها الحقيقي «جوان رولينغ» عندما أرادت نشر هاري بوتر للمرة الأولى، لكن ناشري كتابها اقترحوا عليها أن تستخدم الحرفين الأولين من اسمها بدلًا منه كاملًا، لتوقّعهم أن الصبيان الصغار ربما لن يرغبوا في قراءة كتاب ألّفته امرأة، لذا اختارت «ك» (كاثلين) حرفًا ثانيًا لاسمها القلمي، وهو أول حرف من اسم جدتها من جهة أبيها؛ لأنها لم يكن لديها اسم أوسط. وتعتبر رولينغ أن «جو» هو اسمها، وقالت «لم ينادني أحد قط بجوان عندما كنت صغيرة إلا إذا كانوا غاضبين مني». وبعد زواجها، استخدمت في بعض الأحيان اسم جوان موراي عندما كانت تدير أعمالها الخاصة. كما استخدمت اسم «جوان كاثلين رولينغ» في بعض الأحيان.

## حياتها المبكرة
حصلت رولينغ على إجازة في الأدب الكلاسيكي من جامعة إكستر، وعاشت في فرنسا فترة بسيطة، وعملت مع منظمة العفو الدولية، وانتهى بها المطاف إلى العمل في البرتغال كمعلمة، حيث التقت بزوجها الأول، والد ابنتها جيسيكا، وانتهت هذة الزيجة بالطلاق، ولجوء رولينغ إلى السفارة البريطانية لحمايتها من زوجها السابق. يرى الكثيرون أن إقامتها في البرتغال قد ألهمتها شخصية «سالازار سليذرين»، الساحر الشرير صاحب الميراث المرعب وأحد مؤسسي هوغوورتس في سلسلة هاري بوتر، والذي يُعتقد أن اسمه الأول مستمد من اسم الدكتاتور البرتغالي الشهير أنطونيو دي أوليفيرا سالازار.
عادت رولينغ إلى بريطانيا، وهناك فُجعت بموت والدتها، الأمر الذي أثر كثيراً على حالتها النفسية، فعاشت حالة من الإحباط الكبير، وأقامت في تلك الفترة مع أختها دي في منزل الأخيرة في إدنبرة. في 1995، بدأت رولينغ بكتابة مغامرات الصبي الساحر «هاري بوتر» الذي تجلى لها أثناء رحلة في القطار من مانشستر إلى لندن، وأعطته اسماً، ميراثاً، وعدواً.

## النجاح الكبير
لم يتحمس الناشرون كثيراً لهذا الكتاب، والناشر الوحيد الذي قبِل نشره، رفض أن يكتب اسم رولينغ كما أرادته، «جوان رولينغ»، بل استخدم الحروف الأولى، لأنه اعتقد أن القراء سينفرون من قراءة كتاب أطفال كتبته امرأة. لكن الكتاب الأول، «هاري بوتر وحجر الفيلسوف»، نجح نجاحاً كبيراً ومُبهراً، وهكذا كرت السبحة، فتتالت الكتب، وحقق كل واحد منها أرقاماً مذهلة تزيد عن سابقه، وأُخرجت 7 أفلام من السلسلة ذات الكتب السبعة، ولكن الجزء الأخير من سلسلة الكتب قُسم إلى جزئين في سلسلة الأفلام، فكان مجموع الكتب 7 ومجموع الأفلام 8، فتكونت إمبراطورية هاري بوتر الضخمة.
يُعتقد أن كُتب هاري بوتر قد باعت أكثر من ثلاثمائة مليون نسخة حول العالم، وكتاب الأمير الهجين وحده باع عشرة ملايين نسخة يوم صدوره. أصبحت رولينغ ثرية، وتزوجت من جديد، وأنجبت طفلين آخرين، وصارت واحدة من أكثر الشخصيات تأثيراً ونفوذاً. بفضل رؤية جاءتها في قطار، حولتها بموهبة فذة إلى سلسلة ناجحة بمختلف المقاييس.

## مولدها وعائلتها

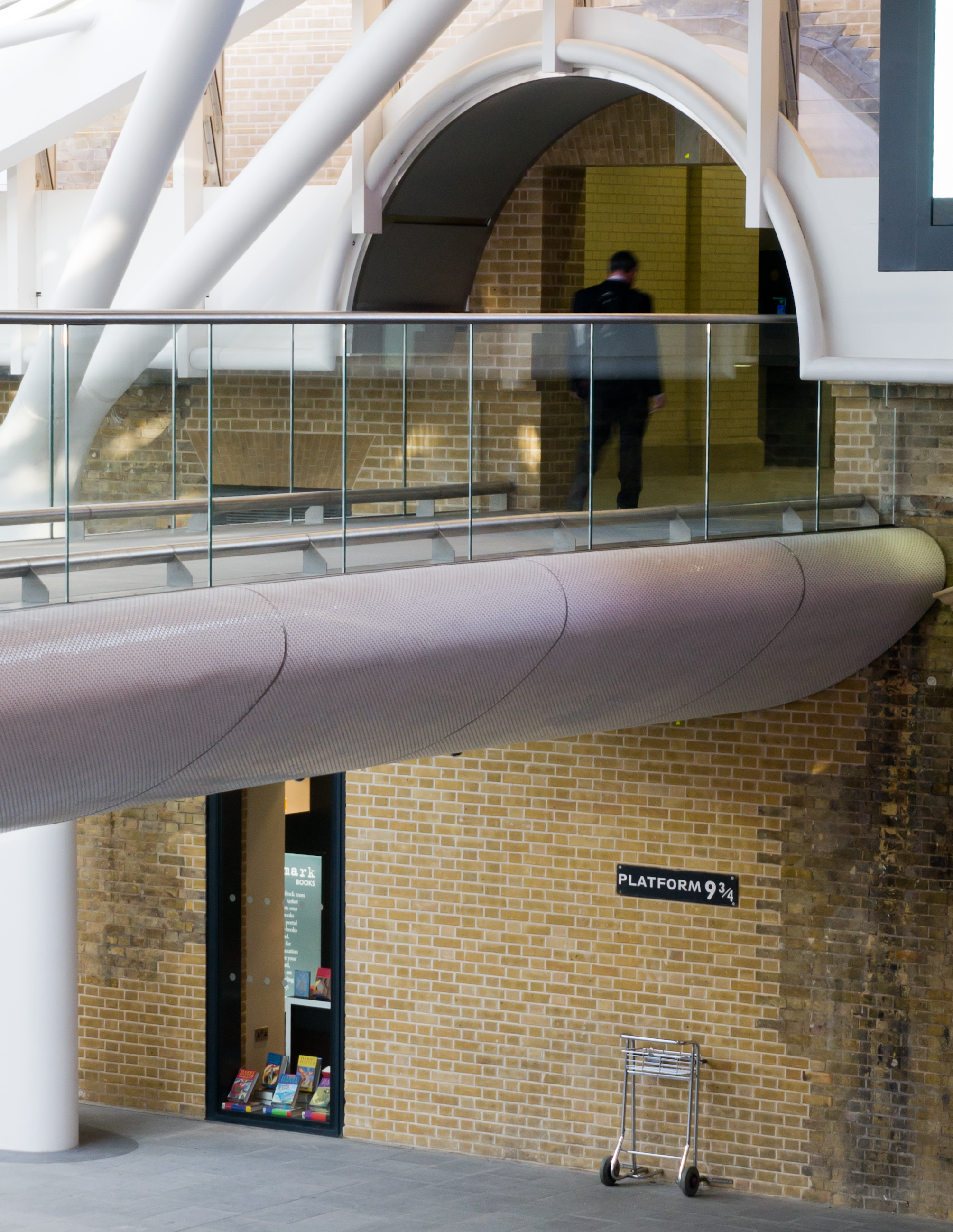
تقابل والدا رولينغ على متن قطار مُنطلق من محطة كينغز كروس، واكسبتها رولينغ شهرة لدى السائحين عندما جعلتها بوابة لعالم السحر.

ولدت رولينغ لبيتر جيمس رولينغ، مهندس طائرات الرولز رويس، وآن رولينغ (اسم عائلتها قبل الزواج فولانت)، وهي نصف فرنسية نصف اسكتلندية، في 31 يوليو عام 1965، في ياته، مقاطعة غلوسترشير، في إنجلترا، التي تبعد عشرة أميال (16 كم) شمال شرق بريستول. وتقابل والداها للمرة الأولى على متن قطار متجه من محطة كينغز كروس إلى أربرواث في عام 1964. وتزوجا في الرابعة عشر من مارس 1965. وولد جد أمها من جهة الأم، دوجالد كامبل، في لاملاش، في جزيرة أران. ونال جد والدتها من جهة الأب، لويس فولانت، وسام صليب الحرب، لشجاعته منقطعة النظير في المدافعة عن قرية كورسيليس لي كومت خلال الحرب العالمية الأولى، وهو عكس ما كانت تظن رولينغ: «أنه مُنِح وسام جوقة الشرف»، مثلما قالت عندما تسلمتها شخصيًا في عام 2009. لكنها اكتشفت الحقيقة مؤخرًا عندما كانت تصور حلقة من مسلسل من تظن نفسك؟

## طفولتها وتعليمها

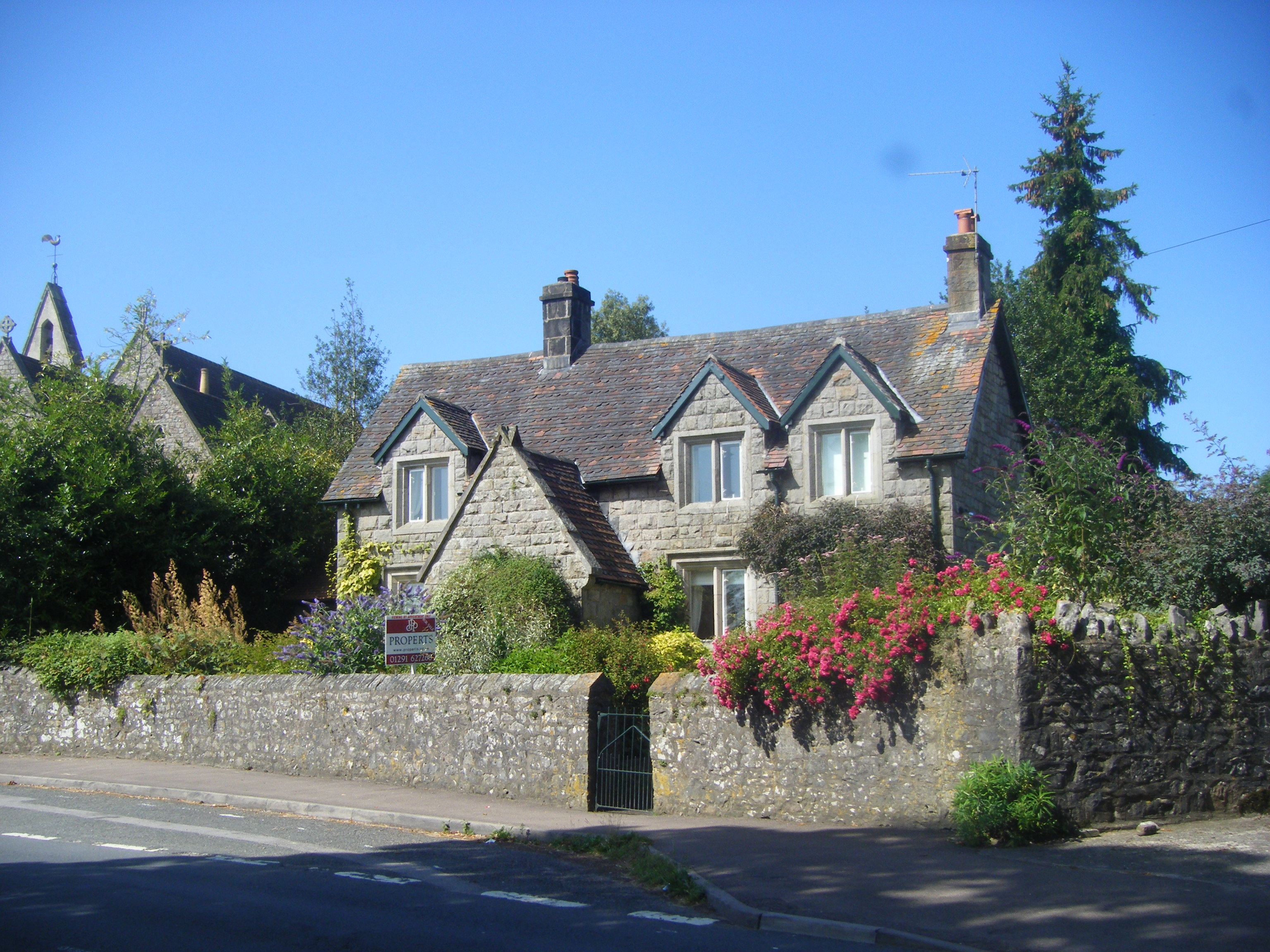
البيت الذي قضت فيه رولينغ طفولتها، تشيرش كوتيدج في تاتشل.

ولدت أخت رولينغ ديان في منزلهما عندما كانت رولينغ تبلغ من العمر 23 شهرًا. وانتقلت العائلة إلى القرية ونتربورن عندما بلغت الرابعة ،. وارتادت مدرسة ساينت مايكل الابتدائية، التي أسسها ويليام ويلبرفورس الذي كان ينتمي إلى حركة التحرير من العبودية والمصلحة التعليمية هانا مور. ويظن البعض أن مدير المدرسة ألفريد دان هو من أوحى لها بشخصية ألبس دمبلدور، مدير المدرسة في هاري بوتر.
كتبت رولينغ في طفولتها العديد من قصص الفانتازيا التي كانت تقرأها لأختها؛ وهي تتذكر ذلك «لا أزال أتذكر وأنا أقرأ لها القصة التي وقع فيها الأرنب في الحفرة وأطعمته عائلة الأرانب التي كانت تسكنها الفراولة؛ كانت حتمًا أول قصة أكتبها قصة عن أرنب يدعى»أرنب«، عندما كنت في الخامسة أو السادسة، أصابته الحصبة وزاره أصدقاؤه ومن بينهم نحلة عملاقة اسمها الآنسة نحلة» وفي سن التاسعة، انتقلت رولينغ إلى تشيرش كوتدج في قرية تاتشل في مقاطعة جلوسستر بالقرب من تشيبستو في ويلز. وعندما كانت مراهقة صغيرة، أعطتها عمتها التي قالت عنها رولينغ أنها «كانت تدرس الكلاسيكيات وأثبتت تعطشها للعلم لدرجة تدعو حتى للتساؤل» نسخة قديمة من السيرة الذاتية لجيسيكا ميتفورد مراتب الشرف والمتمردون. وأصبحت ميتفورد بطلة رولينغ وبالتبعية قرأت رولينغ لها كتبها جميعًا.
أما سنوات مراهقتها، فتحدثت رولينغ عنها في مقابلة صحفية مع مجلة "ذا نيويوركر ؛ "لم أكن سعيدةً. أعتقد أنها كانت فترة عصيبة من حياتي". كانت حياتها الأسرية صعبة؛ فوالدتها كانت مريضة وعلاقتها مع والدها كانت سيئة( لم تكن تتحدث معه) وارتادت مدرسة ويدين الثانوية حيث كانت تعمل والدتها فنية في قسم العلوم. وقالت رولينغ عن مراهقتها أن " هيرموني، شخصية هاري بوتر المحبة للكتب وللدراسة، مستمدة من شخصيتي إلى حد ما؛ هي التصوير الكاريكتوري لشخصي عندما كنت في الحادية عشر، وأنا لا أفتخر بذلك. كما وصفها ستيف إيدي، معلم رولينغ للغة الإنجليزية، بأنها "لم تكن استثنائية"، لكنها كانت واحدة من الفتيات الذكيات والجيدات للغاية في الإنجليزية". كما قالت رولينغ أن صديقها الأقرب في سنتها الأخيرة من الثانوية العامة، شين هاريس، الذي كان يمتلك سيارة فيروزية اللون، هو من ألهمها شخصية رون ويزلي( صديق هاري بوتر المقرب) في سلسلة هاري بوتر "رون ويزلي لا يجسد شين ولكنه يشبهه للغاية".
وفي 1982، خضعت رولينغ لامتحان دخول جامعة أكسفورد لكنها لم تقبل. وبدأت تقرأ للحصول على ليسانس اللغة الفرنسية وكلاسيكيات الأدب من جامعة اكستر التي قالت عنها أنها «كانت صدمة على نحو ما» لأنها كانت «متوقعة أن تكون ضمن أناس متشابهين، لديهم أفكار أصولية». لكن حالما صادقت أشخاص لديهم «تفكيريها نفسه» بدأت تستمتع بوقتها. وعن الوقت الذي قضته رولينغ في اكستر، تتذكر مارتن سوريل، أستاذة اللغة الفرنسية آنذاك «كانت طالبة لديها روح تنافسية عالية، ودائمًا ما كانت ترتدي جاكيتًا من الدنيم، وكانت تبدي، من الناحية الأكاديمية، التزامًا بما هو ضروري»، إلا أن ذكريات رولينغ عن هذه الفترة أنها «لم تكن تفعل أي شيء مهما كان»؛ وكانت «تضع كحلًا بكثافة وتستمع إلى أغاني ذا سميثز، وتقرأ لديكنز وتولكين» وبعد عام من الدراسة في باريس، تخرجت رولينغ في اكستر في 1986، وانتقلت إلى لندن حيث عملت باحثة وسكرتيرة تتحدث لغات عدة في منظمة العفو الدولية. وفي 1988، كتبت رولينغ مقال قصير عن تجربتها في دراسة الكلاسيكيات بعنوان «ماذا كان اسم الحورية ثانيةً؟ أو استدعاء ذكريات الدراسات اليونانية والرومانية» نشرتها صحيفة جامعة اكستر بيغاسوس.

## التأثّر
ذكرت رولينج أنّ ناشطة الحقوق المدنية، الشيوعية جيسيكا ميتفورد تركت أعظم الأثر في نفسها، وقالت عنها: «جيسيكا ميتفورد هي بطلتي منذ كنت في الرابعة عشرة من عمري، عندما تناهى إلى مسمعي حديث عمّة لي عن كيفية هرب ميتفورد في سنّ التاسعة عشرة مع الشيوعيين للقتال في الحرب الأهلية الإسبانية». وقالت بأنّ ما استثار الإلهام لديها مِن شخصية ميتفورد أنها كانت «بكلّ إصرارٍ وبكل فطريّة شخصية ثوريّة، وشجاعة، ومغامِرة، وخفيفة الظِلّ، وغير مبالية؛ لم يكن يستهويها شيءٌ مِثل الانخراط في قتالٍ يفضّل أن يكون ضدّ خصم متبجّح ومنافق». وصفت رولينج جين أوستين على أنها كاتبتها المفضّلة، وفي مقابلة لها مع «أوه، مجلة أوبرا»، ذكرت رولينج أن رواية إيما التي كتبتها أوستين هي كتابَها المفضّل. بالنسبة لطفولتها، قالت رولينج أن التأثيرات المبكرة عليها ضمّت رواية الأسد، الساحرة، والخزانة من تأليف سي إس لويس، والحصان الأبيض الصغير لإليزابيث جاودج، والفأر مانكس لبول جاليكو.

## الإلهام ووفاة والدتها
وبعد العمل في منظمة العفو الدولية بلندن، قررت رولينغ وصديقها الانتقال إلى مانشيستر. وفي 1990، بينما كانت على متن القطار المتأخر أربع ساعات والمتجه من مانشيستر إلى لندن، جاءتها فكرة أن تؤلف قصة عن طفل صغير يرتاد مدرسة للسحر «تبلورت بشكل كامل» في ذهنها. وفي تصريح لجريدة ذا بوستن غلوب قالت «إنني حقًا لا أعرف من أين أتتني الفكرة. بدأت بتخيل هاري ثم جاء سيل من الشخصيات والمواقف إلى ذهني». كما وصفت فكرة هاري بوتر على موقعها:
.
وعندما وصلت شقتها عند تقاطع كلافام، بدأت تكتب على الفور. وفي شهر ديسمبر من العام نفسه، توفيت والدة رولينغ، بعد عشرة أعوام كانت تعاني فيها من مرض التصلب المتعدد؛ علقت رولينغ على الأمر«كنت أكتب هاري بوتر في اللحظة نفسها التي توفيت فيها أمي. ولم أخبرها قط عن هاري بوتر». وصرحت رولينغ أن وفاة والدتها أثر في كتابتها كثيرًا،
وبأنها أدخلت تفاصيل جديدة عن خسارة هاري في الجزء الأول؛ لأنها أحست بما شعر.

## زواجها، وطلاقها، وكونها أم عزباء

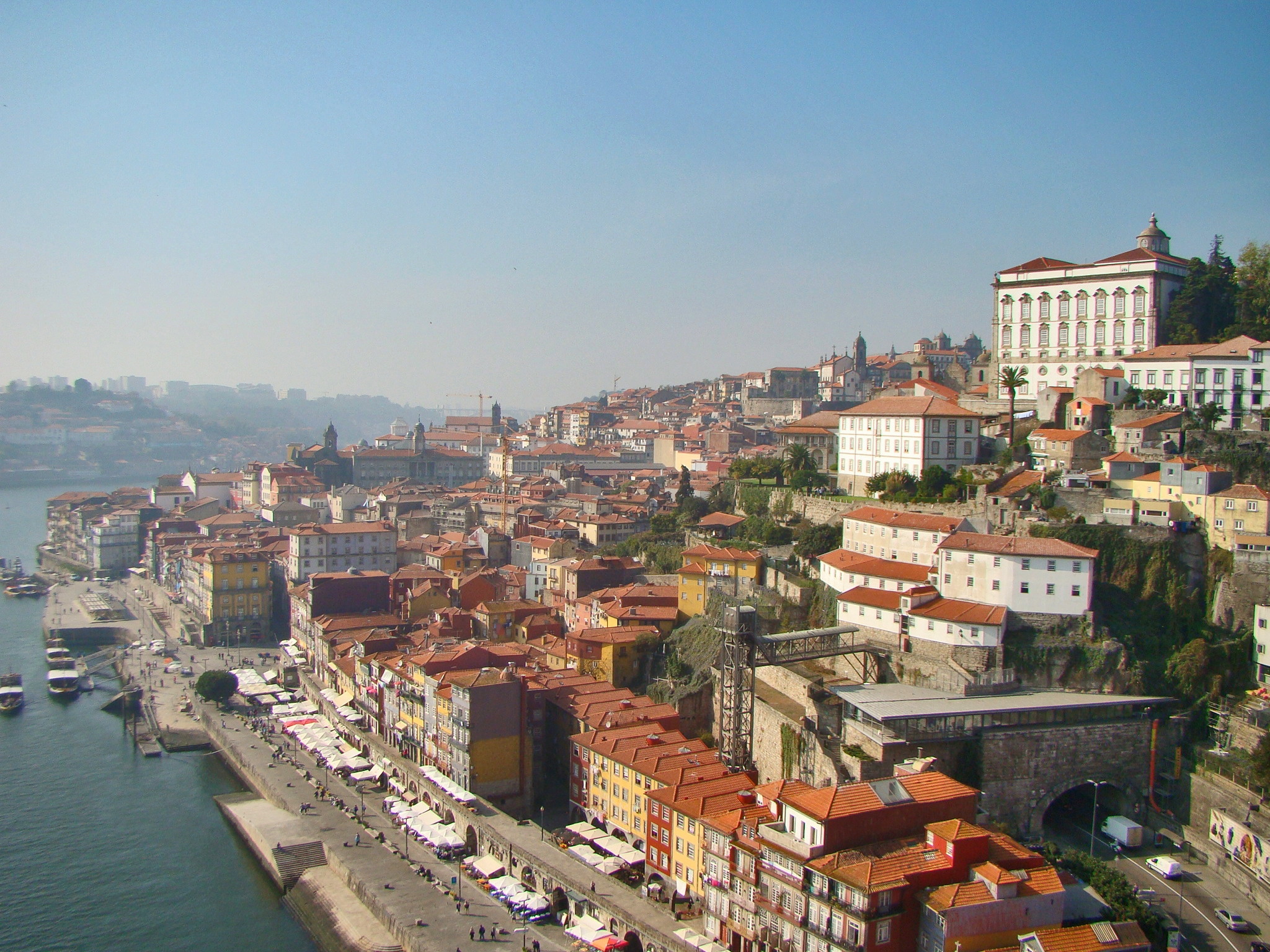
انتقلت رولينغ إلى بورتو لتعمل مدرسة، ثم عادت إلى المملكة المتحدة في عام 1993 بصحبة ابنتها بعد انهيار زواجها، ومعها ثلاثة فصول مكتملة من هاري بوتر.

انتقلت رولينغ إلى بورتو في البرتغال لتُدرِس اللغة الإنجليزية كلغة ثانية بعدما رأت إعلان في جريدة ذا غارديان. كانت تُدرِس مساءً وتكتب صباحًا وهي تستمع إلى كونشيرتو الكمان لتشايكوفسكي. وفي أثناء إقامتها هناك، قابلت الصحفي التلفزيوني خورخي أرنتيس في حانة، بعدما أبدى كلاهما اهتمامًا بجين أوستن. وتزوجا في 16 أكتوبر 1992، وولدت ابنتهما جيسيكا إيزابيل رولينغ أرنتيس (سميت تيمنًا بجيسيكا ميتفورد) في 27 يوليو 1993 في البرتغال، بعدما أجهضت من قبل. لكنهما انفصلا في 17 نوفمبر 1993  1993  بعدما قضيا ثلاثة عشر شهرًا ويومًا متزوجين. وأشار كاتبي السيرة الذاتية أن رولينغ عانت من العنف الأسري خلال زواجها، إلا أن درجة هذا العنف غير معروفة. وفي حوار مع ذا دايلي إكسبريس، صرح أرانتيس أنه جرّ رولينغ في الليلة الأخيرة من زواجهما من بيتهما إلى الخارج وصفعها بقوة. وفي ديسمبر 1993، انتقلت رولينغ مع ابنتها إلى إدنبرة في اسكتلندا؛ لتكون بالقرب من أختها حاملةً معها ثلاثة فصول من هاري بوتر في حقيبة سفرها. وبعد سبع سنوات من التخرج، رأت رولينغ أنها «أكثر شخص فاشل عرفته»؛ فزواجها انهار، وكانت عاطلة عن العمل، ولديها طفلة لتعول، لكنها وصفت هذا الفشل بأنه كان يحررها:
.
- ج.ك.رولينغ «المزايا الإضافية للفشل»،2008
وخلال تلك الفترة، أصيبت رولينغ بالاكتئاب السريري وفكرت في الانتحار. وأوحى لها هذا الشعور المرضي بفكرة الديمنترز، الكائنات التي تمتص الروح التي قدمتها في الجزء الثالث. وسجلت رولينغ اسمها للحصول على إعانات الخدمة الاجتماعية واصفةً حالتها الاقتصادية بأنها كانت «فقيرة كما يمكن أن يصبح المرء في بريطانيا الحديثة، لكن لست مشردة»
وبعد وصول زوجها المنفصلة عنه إلى اسكتلندا باحثًا عنها وعن ابنتها، شعرت رولينغ باليأس. وحصلت ضده على أمر قضائي بعدم التعرض لهما. وعليه، عاد أرنتيس إلى البرتغال ورفعت رولينغ ضده دعوة طلاق في أغسطس 1994. وفي أغسطس 1995، بدأت دورة تدريبية على التدريس في كلية التربية «موراي هاوس» في جامعة إدنبرة بعد انتهائها من روايتها الأولى في الوقت الذي كانت تعيش فيه على الإعانة. وكتبت في عدة مقاهي خاصة مقهى نيكولسون، ومقهى ذا ايليفنت هاوس  (الذي كان مملوكًا لزوج أختها روجر موور)، وفي أي مكان استطاعت أن تنيم فيه ابنتاها جيسيكا. وفي لقاء تلفزيزني 2001، نفت رولينغ شائعة أنها كانت تكتب في مقاهى محلية هربًا من شقتها غير المزودة بالتدفئة معلقةً «لست غبية لهذه الدرجة لأستأجر شقة بلا تدفئة في إدنبرة في منتصف الشتاء. كانت بها تدفئة». وصرحت في البرنامج التلفزيوني الأمريكي آيه آند أي بايوجرفي أن واحدًا من الأسباب التي جعلتها تكتب في مقاهي هو أن التنزه مع ابنتها كانت أفضل طريقة لجعلها تنام.

## هاري بوتر
وفي 1995، انتهت رولينغ من كتابة مسودة هاري بوتر وحجر الفلاسفة على آلتها الطابعة القديمة. ثم طُلِب من برايوني ايفنز، قاريء، أن يقدم تقريرًا عن أول ثلاثة فصول من الكتاب. وبناء على رد فعله الحماسي، وافق وكلاء أدبيون من وكالة كريستوفر ليتل ليتراري الكائتة بفولهام على تمثيل الكاتبة؛ وقُدِمت النسخة المكتوبة على الآلة الكاتبة إلى اثنتي عشر دار نشر رفضته جمعيها. لكن بعد ذلك بعام، وافق باري كانينجهام، محرر بدار نشر بلومزبري بلندن، على نشره وأعطى رولينغ 1500 جنيه إسترليني مقدمًا. هذه الموافقة التي يرجع الفضل فيها إلى آليس نيوتن ذات الثمان سنوات، ابنة مدير شركة بلومزبري التي أعطاها والدها الكتاب لتعطيه رأيها وعلى الفور طلبت الجزء الثاني. وعلى الرغم من موافقة بلومزبري على نشر الكتاب، نصح كانينغهام رولينغ بأن تحصل على وظيفة صباحية؛ لأن فرصتها ضعيفة في كسب عيشها من كتب الأطفال. وبعد ذلك بوقت قليل، تلقت رولينغ منحة قدرها 8000 جنيه إسترليني من مجلس الفنون الإسكتلندي لتمكنها من مواصلة الكتابة.
وفي يونيو 1997، نشرت بلومزبري 1000 نسخة من حجر الفيلسوف أعطت نصفها إلى المكتبات. ويُقدر ثمن هذه النسخ حاليًا بما يتراوح من 16.000 إلى 25.000 جنيه إسترليني. وبعد خمسة شهور، فاز الكتاب بجائزة «نستلة سمارتيز». كما فاز بجائزة كتاب العام المرموقة للكتب البريطانية. وحصل أيضًا مؤخرًا على جائزة كتب الأطفال. وفي أوائل 1998، عُقِد مزاد علني في الولايات المتحدة للحصول على حقوق نشر الرواية وفازت شركة سكولستيك بها مقابل 105.000 جنيه إسترليني. وعبرت رولينغ عن شعورها بأنها «كانت على وشك الموت» من الفرحة عندما سمعت بالخبر. وفي أكتوبر 1998، نشرت سكوليستك حجر الفلاسفة في الولايات المتحدة تحت اسم هاري بوتر وحجر الساحر. هذا التغيير الذي تزعم رولينغ أنها ندمت عليه الآن وأنها كانت لترفضه بشدة لو كانت في وضع أفضل آنذاك. وبعدما حصلت رولينغ على المال من الشركة، انتقلت من شقتها إلى 19 هايزلبانك تيراس في إدنبرة. ولم يكن يعرف جيران رولينغ في البدء أنها كاتبة سلسلة هاري بوتر، على الرغم أن كاتبة السيرة الذاتية كوني آن كيرك قالت: «عاملها معظمهم باحترام وابتعدوا عنها بالقدر الذي أرادوا أن يحظون به أنفسهم».
وفي يوليو 1998، نُشِر الجزء التالي له هاري بوتر وحجرة الأسرار وحازت رولينغ للمرة الثانية على جائزة سمارتيز. وفي ديسمبر 1999، فاز الجزء الثالث، هاري بوتر وسجين أزكابان، أيضًا بجائزة سمارتير؛ مما جعل رولينغ أول شخص يفوز بالجائزة ثلاث مرات متتالية. لكنها سحبت الجزء الرابع من المشاركة في المسابقة؛ لتمنح الكتب الأخرى فرصة عادلة لنيل الجائزة. وفي يناير 2000، فاز هاري بوتر وسجين أزكابان بجائزة وايت بريد لكتب الأطفال، لكنه خسر جائزة كتاب العام ل صالح ملحمة بيولف التي ترجمها شيموس هيني.
ونُشِر الجزء الرابع، هاري بوتر وكأس النار، في المملكة المتحدة والولايات المتحدة في اليوم نفسه، 8 يوليو 2000، وحطم في كلا البلدين الأرقام القياسية في المبيعات.؛ففي اليوم الأول فحسب، بيع حوالي 372.775 نسخة في المملكة المتحدة، وهو ما يساوي تقريبًا عدد النسخ التي بيعت من هاري بوتر وسجين أزكبان في سنته الأولى.

## أفلام هاري بوتر

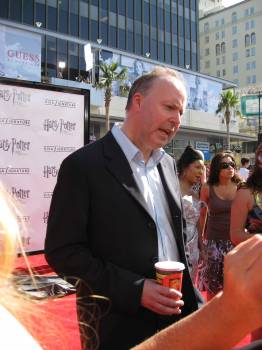
المخرج ديفيد ياتس الذي أخرج معظم أفلام سلسلة هاري بوتر.

اشترت شركة وارنر بروس في أكتوبر 1998 حقوق تحويل أول جزئين من السلسلة إلى فيلمين مقابل مبلغ يقدر بالملايين. أخرجهما كريس كولومبوس، وعُرِض الفيلم الأول، هاري بوتر وحجر الفيلسوف، في 16 نوفمبر 2001. ثم تلاه الفيلم الثاني، هاري بوتر وحجرة الأسرار، في 15 نوفمبر 2002. وفي 4 يونيو 2004، عرض الفيلم الثالث، هاري بوتر وسجين أزكابان، الذي أخرجه ألفونسو كوارون. ثم عُرِض الفيلم الرابع، هاري بوتر وكأس النار، في 18 نوفمبر 2005 الذي أخرجه مايك نيويل. وتبعه في 11 يوليو 2007، عرض الفيلم الخامس، هاري بوتر وجماعة العنقاء الذي أخرجه ديفيد ياتس وكتب السيناريو الخاص به مايكل جولدنبرج بعدما حل محل ستيف كلوفز. ثم عُرِض الجزء السادس، هاري بوتر والأمير الهجين، في 15 يوليو 2009 الذي أخرجه أيضًا ديفيد ياتس وعاد كلوفز لكتابة السيناريو الخاص به. وأخيرًا، أعلنت شركة وارنر بروس في مارس 2008 عن ختام سلسة هاري بوتر بفيلمين هما: هاري بوتر ومقدسات الموت الجزء الأول، وهاري بوتر ومقدسات الموت الجزء الثاني يصوران أحداث الجزء الأخير منه: عُرِض الأول في نوفمبر 2010 والثاني في يوليو 2011، وأخرجهما أيضًا ياتس.
أخذت شركة وارنر بروس رغبات رولينغ وتصوراتها إلى حد كبير بعين الاعتبار وقت صياغة العقد. وكان واحد من شروطها الأساسية أن تصور الأفلام في بريطانيا بطاقم ممثلين بريطاني، وهو ما تم الالتزام عامة به. كما طلبت من كوكاكولا، الشركة الفائزة في سباق لربط منتجاتها بسلسلة الأفلام، أن تتبرع ب 18 مليون دولارأمريكي للجمعية الخيرية الأمريكية القراءة أمر أساسي، وللعديد من البرامج الخيرية التي تخدم المجتمع.
كتب سيناريو الفيلم الرابع، والسادس، والسابع ستيف كلوفز، وساعدته رولينغ في عملية الكتابة؛ لتتأكد أن سنياريوهاته لن تتعارض مع الأجزاء التالية التي ستنشر في المستقبل من السلسلة. كما أخبرت آلان ريكمان (سيفروس سنيب)، وروبي كولترين(هاجريد) أسرارًا معينةً عن شخصياتهم قبل أن تُكشف في الكتب. وعندما سألها دانيال رادكليف (هاري بوتر) عن إذا كان هاري سيموت في أي جزء؛ أجابت بغموض «هناك مشهد موت». طُلِب من المخرج ستيفن سبيلبرج أن يخرج الفيلم الأول في السلسلة، لكنه انسحب؛ وأخذت الصحافة تردد أن رولينغ لعبت دورًا في رحيله، لكنها صرحت أنها لم يكن لها رأي فيمن سيخرج الأفلام، ولم تكن لتعترض على سبيلبرج. وكان اختيار رولينغ الأول من المخرجين هو تيري جيليام، أحد أعضاء مونتي بايثون، لكن وارنر بروس أرادت أن يكون الفيلم عائلي واختارت كولومبوس.
كانت رولينغ متحكمة بعض الشيء في الجزء الإبداعي في الأفلام؛ فهي كانت تراجع كل السيناريوهات. كما أنها أنتجت فيلمي آخر جزء من السلسلة: هاري بوتر ومقدسات الموت.
حصلت رولينغ، والمنتجون: ديفيد هايمان، ديفيد بارون؛ والمخرجون: ديفيد ياتس، ومايك نيويل، وألفونسو كوارون على جائزة مايكل بالكون لإسهامهم البريطاني المتميز في السنيما، في جوائز الأكاديمية البريطانية للأفلام عام 2011 تكريمًا لأدوارهم في صنع سلسلة أفلام هاري بوتر.
وفي سبتمبر 2013، أعلنت وارنر بروس «شراكة إبداعية موسعة» مع رولينغ تقوم على سلسلة أفلام مخطط لها عن نيوت سكامندر، مؤلف الوحوش المذهلة وأين تجدها. ستكتب رولينغ سيناريو الفيلم الأول، وستقع أحداثه تقريبًا قبل 70 سنةً من أحداث السلسلة الرئيسية لهاري بوتر. وفي عام 2014، أُعلِن أن السلسلة ستتكون من ثلاثة أفلام.

## زواجها الثاني وعائلتها
وفي 26 ديسمبر 2001، تزوجت طبيب التخدير رولينغ نيل مايك موراي (ولد في 30 يونيو 1971) في احتفال خاص في بيتها في أبرفيلدي.
وولدت رولينغ ابنهما، دايفيد جوردون رولينغ موراي في 24 مارس 2003. وبعدها بوقت قصير، بدأت رولينغ في كتابة هاري بوتر والأمير الهجين. ثم أخذت إجازة من كتابة الرواية؛ لتعتني به في طفولته المبكرة. وفي 23 يناير 2005، ولدت رولينغ أصغر أبناءها، ماكنزي جين رولنج موراي، التي أهدت لها هاري بوتر والأمير الهجين. وتقيم العائلة في إدنبرة، اسكتلندا.

## الوظيفة العرضية
وفي يوليو 2011، تركت رولينغ وكيلها الأدبي، كريستوفر ليتل، وانتقلت إلى وكالة بلير بارتنرشيب التي أسسها نيل بلير، واحد من فريق عمل ليتل. وفي 23 فبراير 2012، أعلنت وكالة رولينغ الجديدة على موقعها الإلكتروني أن رولينغ مستعدة لنشر كتابها الجديد الذي يستهدف فئة البالغين، وصرحت الكاتبة في بيان صحفي أن كتابها الجديد سيكون مختلفًا تمام الاختلاف عن هاري بوتر. ثم أعلنت دار نشر ليتل براون آند كومباني في أبريل 2012 أن الكتاب سيكون بعنوان الوظيفة العرضية، وسينشر في 27 سبتمبر 2012. أجرت رولينغ عدة مقابلات صحفية، وظهرت في عدة أماكن واحتفاليات، ومقابلت تلفزيونية للترويج للكتاب؛ من ضمنها مركز ساوث بانك في لندن، مهرجان شتلنهام الأدبي، وبرنامج تشارلي روز، ومهرجان كتاب لينوكسلوف. وبيع في الثلاثة أسابيع الأولى من إصدار الرواية، أكثر من مليون نسخة على مستوى العالم.
وفي 3 ديسمبر 2012، أُعلِن أنه سيتم تحويل الرواية إلى مسلسل تلفزيوني من المتوقع أن تبدأ إذاعته في عام 2014 على قناة بي بي سي1. سينتج المسلسل وكيل رولينغ، نيل بلير، من خلال شركته الخاصة للإنتاج بمساعدة رولينغ، والمنتج التنفيذي ريك سينات، وسيقرر عدد وطول الحلقات عندما تبدأ عملية التحويل.

## كورموران سترايك
تحدثت رولينغ لسنوات عن كتابة رواية بوليسية. وخلال مهرجان إدنبرة الدولي للكتاب الذي عقد في عام 2007، زعم إيان رانكين أن زوجته رأت رولينغ وهي «تكتب بعشوائية» قصة بوليسية في أحد المقاهي. لكنه تراجع بعد ذلك عما قاله زاعمًا أنها كانت مزحةً. لكن الإشاعة استمرت. ففي عام 2012، نشرت صحيفة ذا غارديان تقريرًا عن شكها في أن كتاب رولينغ التالي سيكون رواية بوليسية. وفي لقاء صحفي مع ستيفن فري، زعمت رولينغ أنها تفضل أن تكتب كتابها القادم تحت اسم مستعار، لكنها اعترفت لجيريمي باكسان في عام 2003 أنها إذا فعلت ذلك، ستعرف الصحافة «في ثوان معدودات». كما صرحت في لقاء صحفي مع ذا نيويوركر عام 2012 أنها كانت تكتب روايتها القادمة للبالغين، وبالرغم من أنها لم تكتب إلا «عدة فصول»، القصة «حبكتها جيدة جدًا».
وفي أبريل 2013، نشرت شركة ليتل براون نداء الوقواق (تُعرف أيضًا بكورموران سترايك) كبداية مزعومة للكاتب روبرت جالبريث الذي وصفه الناشر بأنه «كان محققًا في شرطة الجيش الملكي يرتدي الزي المدني ترك عمله في عام 2003 ليعمل في مجال الأمن المدني». وبيع من الرواية، التي تدور قصتها البوليسية حول انتحار عارضة أزياء، 1500 نسخة غلافها من الورق المقوى. (بالرغم من الجدل الذي أثير حول عدد النسخ اعتبارًا من 21 يوليو 2013، أظهرت التقارير الحديثة أن 1500 هو عدد نسخ الطبعة الأولى، لكن ما بيع منها في الحقيقة كان ما يقرب 500 نسخة). وأشاد بها كتاب أدب بوليسي ونقاد آخرون، ووصفت ذا بابلشرز ويكلي في إحدى تقاريرها الرواية بأنها «بداية ممتازة». كما أعلن قسم أدب الجريمة في ذا لايبراري جورنال الرواية «بداية الشهر».
وفي 9 يوليو 2013، غرّدت إنديا نايت، روائية وكاتبة عمود في ذا صانداي تايمز، أنها قد قرأت نداء الوقواق وأنها بداية جيدة لرواية أولى. وردًا على ذلك، غرّد شخص اسمه جود كاليغاري أن الكاتبة الحقيقية «رولينغ»، فردت «عذرًا؟»، لكنه لم يجب. بلغت نايت ريتشارد بروكس، محرر قسم الفن في ذا صانداي تايمز الذي بدأ تحقيقه الخاص. وبعد اكتشافه أن رولينغ وجالبريث لديهم نفس المحرر والوكيل الأدبي، أرسل الرواية للتحليل اللغوي الذي وجد تشابهات بين الاثنين ومن ثمّ تواصل مع وكيل رولينغ الذي أكد أن جالبريث هو اسم رولينغ المستعار. وخلال أيام من اكتشاف أن رولينغ هي الكاتبة الحقيقية، ارتفعت المبيعات 4000%، وطبعت ليتل براون 140.000 نسخةً إضافيةً لتلبية زيادة الطلبات. وبدءًا من 18 يونيو 2013، بيعت نسخة موقعة من الطبعة الأولى ب4,453 دولار أمريكي (2,950 جنيه إسترليني)، بينما عُرِضت نسخة أخرى موقعة من الطبعة نفسها بثمن 6,188 دولار أمريكي (3,950 جنيه إسترليني).
وقالت رولينغ أنها قد استمتعت بالعمل تحت اسم مستعار، وفسرت على موقعها، الذي يحمل اسم روبرت جالبريث، أنها أخذت الاسم من أبطالها الشخصيين: روبرت كينيدي، وإيلا جالبريث، اسم خيالي كانت قد اخترعته لنفسها.
وبعد الكشف عن هويتها بوقت قليل، تساءلت بروكس عن إمكانية أن جود كاليجاري قد كان رولينغ، كجزء من دائرة شك أوسع حول أن الأمر كله قد كان حيلة دعائية. كما لاحظ البعض أن العديد من الكتاب الذين مدحوا الكتاب في أول الأمر مثل أليكس براي أو فال ماكديرميد كانوا من دائرة معارف رولينغ، لكن كلاهما نفى بشدة معرفته بأنها كانت الكاتبة. وجوديث «جود» كاليجاري كان الصديق الأقرب لزوجة كريس جوسيدج، شريك في شركة راسلز للمحاماة، الشركة القانونية التي تمثل رولينغ، والتي اعتذرت بعدما أصدرت رولينغ بيان قائلةً أنها محبطة وغاضبة، مؤكدةً أن التسريب لم يكن جزءًا من حيلة تسويقية، وأن «الإفصاح كان لشخص (جوسيدج) وثق فيه ثقة تامة». كما تبرعت الشركة للجميعة الخيرية للجنود نيابة عن رولينغ، وسددت لها الأتعاب القضائية. وفي 26 نوفمبر 2013، أصدرت هيئة تنظيم المحامين بيان توبيخ مكتوب لجوسيدج، وغرامة قدرها 1000 جنيه إسترليني لخرق قواعد الخصوصية.
وفي 17 فبراير 2014، أعلنت رولينغ أن الجزء الثاني من سلسلة كورموان سترايك بعنوان دودة القز سيصدر في يونيو 2014. وفيه سيحقق سترايك في اختفاء كاتب يكرهه العديد من أصدقائه القامى؛ لأنه أهانهم في روايته الجديدة.

## أعمالها القادمة
وفي 2006، كشفقت رولينغ أنها انتهت من كتابة بعض القصص القصيرة وكتاب آخر للأطفال (قصة خيالية سياسية) عن وحش، موجهةً لسن أطفال أصغر من قراء هاري بوتر. وفي يوليو 2007، قالت رولينغ أنها تخصص «الكثير» من الوقت لعائلتها، لكنها حاليًًا «تعتبر تكتب عملين»: واحد للأطفال والآخر للبالغين. ولم تعط أية تفصيلات عن العملين لكنها قد صرحت أنها متحمسة؛ لأن كتابة عملين في وقت واحد ذكّرها بكتابة حجر الفلاسفة، مفسرةً أنها كانت تكتب عملين آنذاك حتى شغل هاري وقتها كله.
وفي نوفمبر 2007، صرحت رولينغ أنها تؤلف كتابًا آخرًا «كتاب موجه للأطفال انتهيت من نصفه وأظن بأنه العمل القادم الذي سأنشره».
وفي مارس 2008، كشفت رولينغ في لقاء صحفي مع ذا دايلي تليغراف أنها عاودت الكتابة في مقاهي أدنبرة، وتنوي تأليف رواية أخرى للأطفال "سأستمر في التأليف للأطفال؛ لأن هذا ما استمتع به حقًا"، أنا جيدة جدًا في اختيار المقهى المناسب. وأندمج مع الحشد ولا أجلس بالطبع في منتصف البار محدقةً في الجميع". كما أكدت أنها قاربت على الانتهاء من "القصة الخيالية السياسية" الموجهة للأطفال.
وفي سبتمبر 2012، صرحت رولينغ أنها كانت تؤلف كتابين موجهين لشريحة قراء أصغر سنًا من قراء هاري بوتر. وأكدت في حوار صحفي مع ذا غارديان أن واحدًا من هذين الكتابين هو «القصة السياسية الخيالية» التي تحدثت عنها من قبل، إلا أنها تتوقع أن تنشر العمل الثاني أولًا. وفي مهرجان شلتنهام الأدبي، قالت رولينغ أيضًا أن لديها بعض الأعمال على حاسوبها المحمول موجهةً لفئة عمرية أصغر من هاري بوتر «منتهية تقريبًا».
وفي عام 2013، كتبت رولينغ على موقعها الإلكتروني بعد الكشف عن أنها مؤلفة ذا كوكو كولنغ (نداء الوقواق) «قد انتهيت لتوي من الجزء الثاني ونحن نتوقع أن يُنشر العام المقبل».

## مستقبلهاري بوتر
قالت رولينغ، بخصوص كتابة جزء ثامن لهاري بوتر، «لا أستطيع القول أنني لن أكتب كتابًا آخر عن هذا العالم؛ لأنني لا أعرف، ربما أود العودة للكتابة عنه خلال عشر سنوات، لكن أعتقد أن هذا أمر غير مرجح». في أكتوبر 2007، صرحت أنا الكتب التي تنوي تأليفها لن تكون في الغالب من نوع أدب الفانتازيا موضحةً «أعتقد أنني كونت عالمي من الفانتازيا.... سيكون الأمر صعبًا للغاية أن أعود وأكون عالما آخرًا لا يتداخل مع عالم هاري أو أوظف فيه جزء كبير منه». في الأول من أكتوبر 2010، صرحت رولينغ في مقابلة مع أوبرا وينفري أنها من الممكن أن تكتب جزءًا آخرًا من السلسلة.
في عام 2007، صرحت أنها تخطط لكتابة موسوعة عن عالم سحر هاري بوتر تتألف من مواد وملاحظات متنوعة وأن أية مكاسب ستأتي من هذا العمل ستوجه لأعمال الخيرية. خلال مؤتمر صحفي في مسرح كوداك بهوليود في 2007، أجابت رولينغ سؤال عما وصلت إليه في تأليفها للموسوعة «لا أؤلفها. لم أبدأ في كتابتها بعد. لم أقل البتة أنها ما سأكتب بعد هاري». في نهاية عام 2007، قالت رولينغ أن تأليف الموسوعة من الممكن أن يستغرق من الزمن مدة قد تصل إلى عشر سنوات لإتمامها«لا فائدة من تأليفها إن لم تصبح مذهلة. آخر ما أريده هو الاستعجال»
في يونيو 2011، أعلنت رولينغ أن المشاريع المستقبلية المتعلقة بهاري بوتر وكل التحميلات الإلكترونية سُتجمع على موقع إلكتروني اسمه بوترمور يوجد على هذا الموقع 18.000 كلمة من المعلومات إضافية عن الشخصيات، والأماكن، والأشياء في عالم هاري بوتر. في 13 أبريل 2012، بعد إطلاق الموقع، أكدت رولينغ أنها بدأت تأليف الموسوعة وأنها ستتبرع بحقوقها المالية للأعمال الخيرية كما خططت من قبل. في مايو 2012، قالت «لازلت استمتع بمشاركة المعلومات عن عالم هاري على موقع بوترمور مجانًا وليست ادي أية خطط لأنشره في صورة كتاب.»

## أعمالها الخيرية
وفي 2001، أسست رولينغ صندوق فولنت الائتماني للأعمال الخيرية الذي يوظف ميزانيته السنوية التي تبلغ 1.5 مليون جنيه إسترليني في محاربة الفقر وعدم المساواة الاجتماعية. كما يمول المؤسسات التي تساعد الأطفال والأسر ذات الوالد الواحد، والتي تساهم في أبحاث مرض التصلب اللويحي المتعدد.؛ قالت رولينغ «أعتقد أن على المرء مسئولية أخلاقية، عندما يُمنح أكثر مما يحتاج، لاستغلال كل ما أوتي في القيام بأعمال ذات مغزى ومنح الآخرين بذكاء».

### مكافحة الفقر والرعاية الاجتماعية للأطفال
ترأس رولينغ حاليًا، التي كانت ذات مرة أم عزباء، مؤسسة جينجربريد الخيرية (اسمها الأصلي الأسر ذات الوالد الواحد) بعدما أصبحت أول سفير للمؤسسة في 2000. وتعاونت رولينغ مع سارة براون لكتابة كتاب قصص للأطفال لمساعدة المؤسسة.
وفي 2001، طلبت مؤسسة كوميك ريليف التي تكافح الفقر في المملكة المتحدة وتجمع التبرعات من ثلاث كاتبات بريطانيات تعد كتبهم الأكثر مبيعًا: مؤلفة كتب الطبخ والمذيعة دليا سميث، وهيلين فيدليدينج مؤلفة شخصية بريدجت جونز، ورولينغ أن يقدمن كتيبات لها علاقة بأعمالهن الأكثر مبيعًا لتُنشر. ألفت رولينغ كتيبين: الوحوش المذهلة وأين تجدها، والكويدتش عبر العصور وهما ظاهريًا نسختين طبق الأصل من الكتيبين الموجودين في مكتبة مدرسة هوجوورتس. وقد جمعا منذ طرحهما في الأسواق، في مارس 2001، 15.7 مليون جنيه إسترليني لصالح المؤسسة. أما الأموال التي جمعاها خارج المملكة المتحدة، 10.8 جنيه إسترليني، فذهبت لصالح الصندوق دولي للأطفال والشباب الذين يمرون بأزمات (بالإنجليزية:International Fund for Children and Young People in Crisis) المؤسس حديثًا. كما ساهمت في عام 2002 بمقدمة لكتاب السحر، الذي يتكون من مختارات روائية نشرها دار بلومزبري للنشر للمساعدة في جمع المال للمجلس القومي للعائلات ذات الوالد الواحد (بالإنجليزية: National Council for One Parent Families).
وفي عام 2005، أسست رولينغ وإيما نيكلسون، عضوة في البرلمان الأوروبي، المجموعة رفيعة المستوى للأطفال (الآن لوموس). ثم سافرت في يناير 2006 إلى بوخاريست لتسلط الضوء على استخدام الأسرة الشبيهة بالأقفاص في المؤسسات العقلية للأطفال. ولمزيد من الدعم للوموس، عرضت كتاب من سبعة كتب مكتوبة بخط اليد وموضحة بالرسوم لحكايات الشاعر بيدل، مجموعة من الحكايات الخيالية يشار إليها في هاري بوتر ومقدسات الموت، في مزاد، وبيع في 13 ديسمبر 2007 ب 1.95 مليون جنيه إسترليني على الموقع الإلكتروني أمازون؛ مما يجعله أغلى كتاب حديث بيع في مزاد. أما النسخ الست المتبقية، فأعطتها رولينغ لهؤلاء المرتبطين للغاية بسلسلة هاري بوتر. وفي عام 2008، وافقت الكاتبة على نشر الكتاب على أن ترجع عائدته إلى لوموس. وفي اليوم العالمي للطفل، الأول من يونيو 2010، أطلقت لوموس مبادرة سنوية أضيء شمعة من أجل يوم ميلاد لوموس. ووهبت رولينغ المؤسسة الخيرية في نوفمبر 2013 كل عائدات بيع حكايات الشاعر بيدل بقيمة حوالي 19 مليون جنيه إسترليني.
وفي يوليو 2012، ذهبت رولينغ إلى حفل افتتاح دورة الألعاب الأولمبية الصيفية لعام 2012 حيث قرأت بعض السطور من رواية بيتر بان ل ج. م. باري كجزء من تحية لمستشفى جريت أورموند ستريت للأطفال، وصاحب قراءتها عرض لمجموعة من الدمى الهوائية للورد فولدمورت وشخصيات أدبية أخرى.

### مرض التصلب المتعدد
ساهمت رولينغ بالمال والدعم لأبحاث وعلاج مرض التصلب المتعدد الذي عانت منه والدتها قبل وفاتها في عام 1990. ففي عام 2006، ساهمت بمبلغ كبير من المال لإنشاء مركز جديد للطب التجديدي في جامعة إدنبرة الذي سمي لاحقًا بعيادة آن رولينغ لطب الأعصاب التجديدي. كما تبرعت في عام 2010 بمبلغ آخر، 10 مليون جنيه إسترليني، للمركز. فاسكتلندا، البلد التي هاجرت إليها رولينغ، تعاني لأسباب مجهولة من أعلى معدل للتصلب المتعدد في العالم. اشتركت رولينغ أيضًا في عام 2003 في حملة لوضع معيار قومي لرعاية لمرضى التصلب المتعدد. لكنها أعلنت في أبريل 2009، أنها ستسحب دعمها لمجتمع مرضى التصلب المتعدد الإسكتلندي لفشلها في حل الخلاف المستمر المثبط للروح المعنوية بين فروع المؤسسة الشمالية والجنوبية، والذي أفضى إلى عدة استقالات.

### أعمال خيرية أخرى
وفي مايو 2008، طلب صاحب سلسلة محلات الكتب، واترستونز، من رولينغ و12 كاتبًا آخرين (سيباستيان فولكس، دوريس ليسينغ، ليزا ابيجنانيسي، مارغريت آتوود، لورين تشايلد، ريتشارد فورد، ونيل غيمان، نيك هورنبي، مايكل روزن، أكسل شيفلر، توم ستوبارد وإيرفين ويلش) أن يؤلف كل منهم قطعة إنشائية صغيرة من اختياره تُكتب على كارت من الورق المقوى بقياس A5 ليباع بعد ذلك في مزاد لمساعدة الجمعيات الخيرية: ديسلكسيا أكشن ونادي القلم الدولي في إنجلترا. ساهمت رولينغ في هذا المزاد بمقدمة لسلسلة هاري بوتر مكونة من 800 كلمة تخص والد هاري، جيمس بوتر، ووالده الروحي سيريوس بلاك، تقع أحداثها ثلاث سنوات قبل مولد هاري. جمعت هذه الكروت في شكل كتاب وبيعت لصالح الجمعيات الخيرية في أغسطس 2008.
وفي الأول والثاني من أغسطس 2006، قرأت مقتطفات من أعمالها بجانب ستيفن كينج وجون ايرفينج في راديو قاعة موسيقى راديو المدينة في نيويورك. وذهبت أرباح هذا الحدث إلى مؤسسة هافن (الملاذ)، مؤسسة خيرية تساعد الفنانين والمؤديين غير المؤمن عليهم وغير القادرين على العمل، والمؤسسة الطبية الغير ربحية: أطباء بلا حدود. كما تعهدت في مايو 2007 بالتبرع بأكثر من 250 ألف جنيه إسترليني لصندوق المكافأة الذي بدأته صحيفة التابلويد نيوز أوف ذا ورلد للعودة الآمنة للطفلة البريطانية الصغيرة مادلين ماكان التي أختفت في البرتغال. رولينغ كتبت أيضًا مع نيلسون مانديلا، وآل جور، وألان جريسبان مقدمة لمجموعة خطابات جوردون براون، وتبرعت بعائدتها إلى معمل أبحاث جنيفر براون. وبعد الكشف عن أنها الكاتب الحقيقي لنداء الوقواق، ارتفعت مبيعات الكتاب بشكل هائل، وأعلنت رولينغ أنها ستتبرع بجميع عائداته للصندوق الخيري للجيش مدعيةً أنها دائمًا كانت تنوي ذلك لكنها لم تكن تتوقع أن كتابها سيكون واحدًا من الكتب الأكثر مبيعًا.

## آرائها

### السياسية
في سبتمبر 2008، أعلنت رولينغ، في عشية مؤتمر حزب العمال، أنها ستتبرع بمليون جنيه إسترليني للحزب وأيدت أمام الجميع رئيس الوزراء جوردون براون الذي ينتمي إلى حزب العمال على حساب منافسه ديفيد كاميرون الذي ينتمي إلى حزب المحافظين قائلة في بيان:
. 

ورولينغ صديقة مقربة لسارة براون، زوجة جوردون براون التي قابلتها عندما تعاونا في مشروع خيري. وعندما ولدت سارة ابنها فريزر في 2003، كانت رولينغ أول من ذهب لزيارتها في المستشفى.
وناقشت رولينغ انتخابات الولايات المتحدة لعام 2008 مع الصحيفة الإسبانية الباييس قائلة أنها مهووسة بانتخابات الولايات المتحدة؛ لأثرها البالغ على بقية العالم. وصرحت أيضًا في عام 2008 أن باراك أوباما وهيلاري كلينتون سيكونان «استثنائيين» في البيت الأبيض، وأضافت في اللقاء الصحفي نفسه أنها تعتبر روبرت.ف.كينيدي بطلها.
وفي أبريل 2010، نشرت مقالة في ذا تايمز وجهت فيها نقد لاذع لخطة كاميرون لتشجيع الأزواج للاستمرار معًا في مقابل منحهم ائتمان ضريبي بقيمة 150 جنيه إسترليني سنويًا.
«لا يستطيع أي أحد جرب الفقر أن يقول "المال ليس هو الشيء المهم، إنها الرسالة"؛ عندما يتم اقتحام شقتك ولا تملك أجرة الحداد، المال هو المهم، وعندما لا تملك بنسين لتكمل ثمن علبة فاصوليا مطبوخة وطفلك جائع، المال هو المهم. وعندما تجد نفسك تفكر في سرقة المحلات لتحصل على حفاضات، المال هو المهم؛ فإذا كانت النصيحة العملية التي يمنحها السيد كاميرون للنساء اللائي يعيشن في فقر ويهتمن وحدهن بأطفالهن هي "تزوجن وسأعطيكن 150 جنيه إسترليني"، هو بذك يظهر جهله العميق بحالهن، كم من أزواج مستقبليين قابلتهم وأنا أم عزباء لا أستطيع العمل عالقةً في شقتي لا أملك المال لأساسيات الحياة؟ نصف مليون دولار لإيصال رسالة، ألن يكن استثمارًا أفضل للمال وأكثر خصوصيةً أن تبعث بالورود لكل الأزواج ذوي الدخل المنخفض؟»
وبصفة رولينغ مواطنة اسكتلندية، سيُسمح لها بالتصويت في الاستفتاء على استقلال اسكتلندا، وهي تنوي التصويت للوحدة.

تدين رولينغ بالمسيحية، وحضرت اجتماع لرعايا كنيسة اسكتلندا في الوقت الذي كانت تكتب فيه هاري بوتر. كما عمدّت ابنتها في الكنيسة نفسها، إلا أن بعض المتدينين انتقدوا، على مر السنين، ترويج كتبها -على حد زعمهم- للسحر. تقول رولينغ «أذهب إلى الكنيسة بنفسي، ولا أتحمل مسئولية ما يقوله بعض المجانين الذين يدينون بديني». كما قالت ذات مرة «أؤمن بالله، لا السحر». وصرحت أيضًا في وقت سابق أنه إذا عرف القراء معتقداتها المسيحية، سيتمكنون من«تخمين مضمون كتبها القادمة».
وفي 2007، وصفت رولينغ خلفيتها الدينية في لقاء مع الصحيفة الهولندية دي فولكس كرانت
«تربيت في كنف كنيسة إنجلترا، لكني كنت استثناء للقاعدة في عائلتي؛ فنحن لم نكن نتحدث عن الدين في بيتنا، كانا أبي وأختي ملحدين، وكانت أمي تزور الكنيسة أحيانًا في الأغلب في الكريسماس. كنت أشعر بفضول بالغ تجاه الكنيسة. وعندما كنت في 13 أو ال14 من عمري ذهبت إليها وحدي، ووجدت ما يقال هناك مثيرًا جدًا للاهتمام وآمنت به. لكن عندما ذهبت إلى الجامعة أصبحت انتقد أكثر وضقت ذرعًا  بعجرفة المتدينين وأصبحت أقلل من زيارتي للكنيسة، إلا أني رجعت إلى نقطة البداية؛ نعم أنا مؤمنة وأذهب إلى الكنيسة؛ أذهب إلى كنيسة بروتستانتية في إدنبرة، وزوجي أيضًا بروتستانتي، لكن طائفته  اسكتلندية متشددة جدًا؛ لا يغنون ولا يتحدثون.»
وبين الحين والآخر، تبدي رولينغ تناقضًا في أرآئها حول الدين؛ ففي مقابلة صحفية مع مجلة ذا تاتلر في عام 2006، قالت «أنا مثل غراهام غرين إيماني متوقف على أن يعود لي إيماني السابق. الأمر يهمني». في حين أنها أجابت عن سؤال: إذا كانت تؤمن بالله في الفيلم الوثائقي ج. ك.رولينغ: عام من حياتي ب «نعم. لا أستطيع أن أنكر أن بعض الشكوك تراودني في بعض الأمور وهذا من بينها، لكني سأجيب بنعم». وعندما سألت إذا كانت تؤمن بالحياة بعد الموت قالت «نعم، أظن ذلك». وأوضحت أيضًا بعد ذلك موقفها «يمثل صراع بداخلي، ويشغلني بشدة؛ أعتقد أن هذا جليًا في كتبي». وفي مقابلة صحفية مع الصحيفة الإسبانية الباييس، صرحت رولينغ «أشعر بأني منجذبة إلى الدين، لكن في الوقت نفسه تراودني الكثير من الشكوك. أعيش حالة من التدفق الروحاني وأؤمن بخلود الروح». أما وفي لقائها في برنامج توداي شو في يوليو 2007، قالت «حتى الجزء السابع، الجزئيات التي تتحدث عن ما حدث بعد الموت وما إلى ذلك...ستنبيء بالأحداث القادمة. لذا،... نعم إيماني بالدين وصراعي معه وما غلي ذلك يتضح بشدة في هذا الجزء». وأخيرًا، في لقاء إذاعي مع مارك لوسن قالت أنها أحد رعايا الكنيسة الأسقفية الاسكتلندية، إحدى الكنائس التابعة للطائفة الأنغليكانية.

علاقة رولينغ بالصحافة عصيبة؛ فهي تعترف أنها «تتضايق بسرعة» وتكره طبيعة الصحافة المتقلبة. ففي 2003 صرحت لذا تايمز «يقولون يومًا توقفت عن الكتابة 'لانقطاع الإلهام عنها'، ثم يغيرون رأيهم في التالي إلى 'إنها مرفهة'؛ مما يجعلني أفكر في الفرق الذي يمكن أن يحدثه مرور 24 ساعةً». بيد أن رولينغ تحاول تغيير الصورة المأخوذة عنها بأنها منعزلة ولا تحب المقابلات الصحفية.
وبحلول عام 2011، كانت رولينغ قد اتخذت أكثر من 50 إجراءً ضد الصحافة. ففي عام 2001 أيدتها لجنة الشكاوى الصحفية في شكوتها من مجموعة صور التقطت لها ولابنتها على شاطيء في موريشيوس دون تصريح ونشرت في مجلة أوكي. كما خسر ابنها دايفيد في عام 2007 نزاع قضائي خاضه بمساعدة أمه وزوجها لمنع نشر صورة التقطت له. وعليه، نشرت الصورة، التي استخدم المصور في التقاطها عدسة طويلة المدى، في مقالة تتحدث عن عائلة رولينغ وأمومتها في صحيفة صنداي إكسبريس. لكن في مايو 2008 انقلب الحكم لصالح دايفيد.
تكره رولينغ خاصة صحيفة التابلويد البريطانية ذا دايلي ميل التي أجرت حوارات مع زوجها السابق، وأشارت إلى وجود مطارد للكاتبة تصر هي على عدم وجوده. فكما لاحظ أحد الصحافيين ذلك وقال: " ليس من الصعب التكهن أي جريدة أعطت رولينغ فيرنون، عم هاري غير المثقف البشع ذي الميول العدوانية محدود الذكاء، ليقرأ في كأس النار. وقالت أنها بدءًا من يناير عام 2014، كانت تسعى للحصول على تعويضات من ذا دايلي ميل عن التشهير بها في مقال عن الفترة التي كانت فيها أم عزباء. وتكهن البعض أن علاقة رولينغ السيئة مع الصحافة هي ما ألهمتها شخصية ريتا سكيتر، الصحفية المشهورة الثرثارة التي تظهرة للمرة الأولى في كأس النار، لكن رولينغ قالت في عام 2000 أنها ابتكرت هذه الشخصية قبل أن تصبح مشهورة.
وفي سبتمبر 2011، كانت رولينغ "مشاركة رئيسية" في تحقيق ليفنسون حول ثقافة، وممارسات، وأخلاقيات الصحافة البريطانية بصفتها واحدة من عشرات الشخصيات المشهورة التي من الممكن أن تكون قد وقعت ضحية لقرصنة الهواتف. وبالرغم من أنه لم يكن من المتوقع أن تكون ضحية لهذا النوع من القرصنة، أدلت في 24 من نوفمبر 2011 بشهادتها التي تحدثت فيها عن المصورين الذين كانوا يخيمون أمام باب بيتها، وعن خداع صحفي متنكرًا كموظف ضرائب لخطيبها وجعله يعطيه عنوان بيته، ومطاردتها لصحفي بعد أسبوع واحد من ولادتها، وعن الصحفي الذي ترك ملاحظة داخل حقيبة طفلتها التي كانت تبلغ في ذلك الوقت خمس سنوات، وأخيرًا عن محاولة مجلة ذا صن "استغلالها "لالتقاط" لها صورة في مقابل إعادة مخطوط سُرِق منها. كمادعت أنها اضطرت إلى ترك منزلها القديم في ميرشستون، إدنبرة لتدخل الصحافة في شئونها. وكتبت في نوفمبر 2012، مقالة الغارديان بمثابة رد فعل لقرار دايفيد كاميرون بعدم تنفيذ التوصيات الكاملة لتحقيق ليفنسون قائلةً بأنها تشعر "بالخداع والغضب".

حصلت رولينغ على درجات شرفية من جامعة ساينت أندروز، وجامعة إدنبرة، وجامعة نابير، وجامعة إكستر، وجامعة أبردين، وجامعة هارفرد التي ألقت فها كلمة في حفل تخرج دفعة 2008. ومنحها الرئيس الفرنسي نيكولا ساركوزي وسام جوقة الشرف في عام 2009.
وحصلت على جوائز أخرى تتضمن:
- 1997: جائزة نستله سمارتيز للكتاب، الجائزة الذهبية عن هاري بوتر وحجر الفلاسفة
- 1998: جائزة نستله سمارتيز للكتاب، الجائزة الذهبية عن هاري بوتر وحجرة الأسرار
- 1998: جائزة كتاب العام البريطانية للأطفال، الفائز هاري بوتر وحجر الفلاسفة
- 1999: جائزة نستله سمارتيز للكتاب، الجائزة الذهبية عن هاري بوتر وسجين أزكابان

ذهبت رولينغ عدة مرات إلى المحكمة، مرات كمدعية، وأخرى كمدعى عليها، فقد اتهمها كُتاب آخرون بالاقتباس منهم، والسرقة الأدبية، كما اتهمت هي كتاباً آخرين بالاقتباس عن سلسلتها، والسرقات الأدبية، وخرق حقوق الملكية. خرجت رابحة من كل القضايا، فإمبراطورية هاري بوتر، تضم مجموعة من أكثر الشركات نفوذاً في العالم مثل وارنر برذرز وكريستوفر ليتل، وعلامة هاري بوتر التجارية من أكبر العلامات التجارية المسجلة في العالم.

في 14 تموز عام 2013 تم الكشف عن الهوية الحقيقية لمؤلف رواية ذي كوكو كولنغ حيث تبين ان جي كي رولينغ هي المؤلفة الحقيقية لهذا الكتاب وانها كانت قد استخدمت اسما مستعارا عندما كتبته، واعترفت الكاتبة انها كانت تتمنى لو ان هذا السر استمر لفترة أطول من ذلك قبل ان يتم كشفها.

- cNeil, Gil and Brown, Sarah, editors (2002). Foreword to the anthology Magic. Bloomsbury.

Brown, Gordon (2006). Introduction to "Ending Child Poverty" in* Moving Britain Forward. Selected Speeches 1997–2006. Bloomsbury.
- Sussman, Peter Y., editor (2006, 26 July). "The First It Girl: J.K. owling reviews Decca: the Letters by Jessica Mitford". The Daily Telegraph.
- Anelli, Melissa (2008). Foreword to Harry, A History: The True Story of a Boy Wizard, His Fans, and Life Inside the Harry Potter Phenomenon. Pocket Books.
- Rowling, J.K. (2008, 5 June). "The Fringe Benefits of Failure, and the Importance of Imagination". Harvard Magazine.
- Rowling, J.K. (2009, 30 April). "Gordon Brown – The 2009 Time 100". TIME Magazine.
- Rowling, J.K. (2010, 14 April). "The Single Mother's Manifesto". The Times.
- Rowling, J.K. (2012, 30 November). "I feel duped and angry at David Cameron's reaction to Leveson". The Guardian.

1. 
2. 
3. 
4. 
5. 
6. 
7. 
8. 
9. 
10. 
11. 
12. 
13. 
14. 
15. 
16. 
17. 
18. 
19. 
20. 
21. 
22. 
23. 
24. 
25. 
26. 
27. 
28. 
29. 
30. 
31. 
32. 
33. 
34. 
35. 
36. 
37. 
38. 
39. 
40. 
41. 
42. 
43. 
44. 
45. 
46. 
47. 
48. 
49. 
50. 
51. 
52. 
53. 
54. 
55. 
56. 
57. 
58. 
59. 
60. 
61. 
62. 
63. 
64. 
65. 
66. 
67. 
68. 
69. 
70. 
71. 
72. 
73. 
74. 
75. 
76. 
77. 
78. 
79. 
80. 
81. 
82. 
83. 
84. 
85. 
86. 
87. 
88. 
89. 
90. 
91. 
92. 
93. 
94. 
95. 
96. 
97. 
98. 
99. 
100. 
101. 
102. 
103. 
104. 
105. 
106. 
107. 
108. 
109. 
110. 
111. 
112. 
113. 
114. 
115. 
116. 
117. 
118. 
119. 
120. 
121. 
122. 
123. 
124. 
125. 
126. 
127. 
128. 
129. 
130. 
131. 
132. 
133. 
134. 
135. 
136. 
137. 
138. 
139. 
140. 
141. 
142. 
143. 
144. 
145. 
146. 
147. 
148. 
149. 
150. 
151. 
152. 
153. 
154. 
155. 
156. 
157. 
158. 
159. 
160. 
161. 
162. 
163. 
164. 
165. 
166. 
167. 
168. 
169. 
170. 
171. 
172. 
173. 
174. 
175. 
176. 
177. 
178. 
179. 
180. 
181. 
182. 
183. 
184. 
185. 
186. 
187. 
188. 
189. 
190. 
191. 
192. 
193. 
194. 
195. 
196. 

- جي كي رولينغ  على قاعدة بيانات الخيال التأملي على الإنترنت
- ج. ك. رولينغ على موقع IMDb (الإنجليزية)
- ج. ك. رولينغ على موقع ميتاكريتيك (الإنجليزية)
- ج. ك. رولينغ على موقع الموسوعة البريطانية (الإنجليزية)
- ج. ك. رولينغ على موقع روتن توميتوز (الإنجليزية)
- ج. ك. رولينغ على موقع مونزينجر (الألمانية)
- ج. ك. رولينغ على موقع قاعدة بيانات الأفلام العربية
- ج. ك. رولينغ على موقع ألو سيني (الفرنسية)
- ج. ك. رولينغ على موقع ميوزك برينز (الإنجليزية)
- ج. ك. رولينغ على موقع تيرنر كلاسيك موفيز (الإنجليزية)
- ج. ك. رولينغ على موقع أول موفي (الإنجليزية)

- أعمال بواسطة جي كي رولينغ في المكتبة المفتوحة على أرشيف الإنترنت
- J.K. Rowling على  قائمة كتب الإنترنت